# Президентская кампания Валери Пекресс (2022)
Президентская кампания Валери Пекресс, председателя регионального совета Иль-де-Франс (с 2015 года), де-факто началась в день, когда Пекресс выдвинула свою кандидатуру на праймериз «Республиканцев» в июле 2021 года. В прошлом она была советником президента Жака Ширака, в период президентства Николя Саркози возглавляла министерства высшего образования и бюджета, была сторонницей Франсуа Фийона на прошлых выборах.
Главным соперником Валери Пекресс от «Республиканцев» был националист и русофил Эрик Сьотти. Она набрала 60,95 %, тем самым обогнав его (39,05 %) на втором этапе внутрипартийных выборов и получив поддержку всех проигравших кандидатов — Сьотти, Бертрана, Барнье и Жювена. Большая поддержка Сьотти заставила Пекресс включить в свою предвыборную программу некоторые жёсткие обещания в сфере миграционной политики, дабы сплотить консервативных избирателей и привлечь электорат, который волнуют вопросы, поставленные правыми кандидатами, но они не готовы решать эти проблемы радикально, как Земмур и Ле Пен.

## Предыстория
В 2017 году в ходе избрания кандидата от её партии для участия в предстоящих президентских выборах сначала была в команде Алена Жюппе, а после его поражения присоединилась к Франсуа Фийону.
После окончания президентской гонки Пекресс объявила о создании движения внутри консервативной партии «Республиканцы», которое бы выступало в качестве внутренней оппозиции действующему тогда лидеру Лорану Вокье, придерживаясь более либеральных и еврофильских взглядов. Движение позже переросло в партию «Будем свободны!», ради которой Пекресс вместе с Портелли и некоторыми другими функционерами «Республиканцев», покинули родную партию. Она восстановила своё членство в октябре 2021 года уже во время участия во внутрипартийных праймериз на пост выдвиженца от партии на выборах 2022 года.

## Ход кампании
Начала свою активную фазу кампании Валери Пекресс, объявив себя реформатором и состоящей на одну треть из Тэтчер, а на другие две — из Меркель. Она убеждена, что настал час женщин возглавить Францию. В этот период и до января 2022 года кандидат имела все шансы выйти во второй тур и, по данным социологических опросов, опередить Макрона.
Пекресс посещала Армению для привлечения армянской диаспоры во Франции, которая составляет примерно 600 тысяч человек. Также она часто обращалась к теме «женщины в политике», и в последней речи она акцентирует на этом внимание, заявляя, что «к сожалению, женщинам все ещё приходится бороться, им приходится доказывать, что они не хуже мужчин».
Ещё до вторжения России на Украину Пекресс на фоне соответствующих слухов обратилась к россиянам на русском языке, который она изучала в юности, призвав к совместному строительству будущего Европы. Она посчитала, что военные действия на территории Украины «были бы большой ошибкой» и попросила отказаться от войны. Перейдя на французский, она отметила, что с Россией необходимо вести диалог и что при общении с Россией Европе следует придерживаться консолидированной позиции.

### Программа
Основные экономические пункты программы:
- либерализация рабочего времени;
- приватизация миноритарных пакетов акций государства таких компаний как, например, Renault и Engie;
- дерегуляция государственного контроля за промышленными производствами, сельским хозяйством, жилищным строительством и энергетикой;
- снижение налога на физических лиц, НДС и корпоративного налога;
- увеличение чистой средней заработной платы на 10 % к 2025 году за счёт снижения налогов.

Помимо этого, Пекресс пообещала провести 4 крупные реформы для сокращения государственных расходов и увеличения экономического роста:
- постепенное упразднение 200 000 должностей государственных служащих;
- повышение пенсионного возраста до 65 лет, при этом увеличив сами пенсии;
- реформирование пособия по безработице, сделав выплачиваемую сумму регрессивной для того, чтобы у безработного было больше стимулов найти работу;
- децентрализация регионов в социальных вопросах.

Кроме того, предлагалось создать новую форму экологической политики через упрощение экологических законов, разработку финансовых стимулов и особую государственную защиту природных территорий.
Большу́ю часть программы занимали вопросы миграции и противостояния исламизму. Кандидат пообещала ввести квоты на иммиграцию (направив их на страны Восточной Европы, а не на Африку и Ближний Восток), депортировать нелегалов и безработных неграждан, не нашедших работу в течение 6 месяцев нахождения во Франции, пересмотреть процедуры предоставления убежища, заметно усложнив их, увеличить налоги для иммигрантов и т. п. Также предлагалось ввести административную ответственность за ношение хиджаба, клятву уважения к секуляризму и ценностям Республики при приёме на важные государственных должности и сделать исламский радикализм причиной для увольнения, лишения гражданства и депортации.

## Результаты
Валери Пекресс проиграла выборы в первом туре, набрав 4,78 %, тем самым заняв пятое место. Она стала кандидатом от «Республиканцев», получившим худший результат в истории Пятой республики. Плохо проявила себя и Анн Идальго (1,75 %), кандидат от Социалистической партии, второй исторически успешной партии Франции. Наибольшее количество голосов Пекресс получила во Французской Полинезии.
Во втором туре Пекресс призвала проголосовать за Макрона, так как, по её мнению, «проект Марин Ле Пен приведёт к банкротству», также она в негативном ключе высказалась о близости Ле Пен к Владимиру Путину.